# Покровка (Куреинский сельсовет)
Покровка — деревня в Макушинском муниципальном округе Курганской области. Входит в состав Куреинского сельсовета.

## История
До 1917 года в составе Куреинской волости Курганского уезда Тобольской губернии. По данным на 1926 год состояла из 197 хозяйств. В административном отношении являлась центром Покровского сельсовета Лопатинского района Курганского округа Уральской области.

## Население
| 1989 | 2002 | 2010 |
| ---- | ---- | ---- |
| 63   | ↗75  | ↘22  |

По данным переписи 1926 года на деревне проживало 1035 человек (502 мужчины и 533 женщины), в том числе: русские составляли 100 % населения.